# Linus and Lucy
Linus and Lucy est un air populaire de jazz au piano écrit par Vince Guaraldi utilisé dans de nombreux épisodes saisonniers de la série animée Peanuts. Nommé d'après deux personnages des Peanuts, Linus et Lucy van Pelt, ce morceau a été enregistré en 1964 sur l'album du Vince Guaraldi Trio, Jazz Impressions of a Boy Named Charlie Brown. L'épisode Joyeux Noël, Charlie Brown !  fait découvrir en 1965 cet air à des millions d'enfants. Depuis cet épisode de Noël, l'air a été utilisé dans la plupart des épisodes télévisés des Peanuts, à l'exception de certains épisodes saisonniers et autres programmes produits entre 1979 et 1992.
Le morceau est en la bémol majeur.

## Utilisation
Cet air a été joué à l'équipage de la navette spatiale Endeavour comme réveil musical le deuxième jour de la mission STS-123, le 11 mars 2008. Il a aussi été utilisé comme fond sonore sur les émissions locales de The Weather Channel à partir de 1999, et dans des films publicitaires de la société d'assurance MetLife.

## Autres versions
- David Benoit sur les albums Best of David Benoit: 1987-1995, Here's to You, Charlie Brown: 50 Great Years!
- Dave Brubeck sur Quiet as the Moon
- Built to Spill sur Built to Spill - Sabonis Tracks
- Cyrus Chestnut sur A Charlie Brown Christmas
- Stuart Hamm, dans le morceau Quahogs Anyone? (119, 120 Whatever It Takes) sur The Urge
- Gary Hoey sur Endless Summer II Soundtrack
- JFA (Jody Foster's Army) sur Mad Gardens EP
- Less than Jake en live à l'Alachua Music Harvest du 15 janvier 1995
- Wynton Marsalis Septet sur Joe Cool's Blues
- Dave Matthews Band dans divers  concerts
- Rhythm Pigs sur Rhythm Pigs & I'm not crazy...
- George Winston sur Linus and Lucy - The Music of Vince Guaraldi
- Carbon Leaf dans la chanson Torn and Tattered dans divers concerts
- Andrew York sur Perfect Sky
- Game Theory (band) sur The Big Shot Chronicles
- Gary Hoey sur Wake Up Call
- Danny Gatton sur In Concert et Hot Rod Guitar
- Carol Lou Woodward sur An Evening with Carol Lou
- Butch Taylor (membre de Dave Matthews Band) sur Live Trax Volume 1 et Live Trax Volume 3
- Belle and Sebastian dans divers concerts
- Béla Fleck and the Flecktones sur leur album de Noël 2008 Jingle All the Way
- The Ergs! sur Hindsight Is 20/20 My Friend